# 안나 무하
안나 무하(Anna Maria Mucha, 1980년 4월 26일 ~ )는 폴란드의 배우, 저널리스트이다.